# Patagoniaemys
Patagoniaemys is een geslacht van uitgestorven schildpadden dat leefde in centraal Patagonië, de provincie Chubut, Argentinië tijdens het Laat-Krijt (Campanien tot Maastrichtien). Het is bekend van schedelfragmenten en verschillende postcraniale elementen, waaronder een bijna volledige wervelkolom die is teruggevonden in de La Colonia-formatie. Het werd voor het eerst benoemd door Juliana Sterli en Marcelo S. de la Fuente in 2011, en de typesoort is Patagoniaemys gasparinae. De soortaanduiding eert Zulma Brandoni de Gasparini.
Het holotype is MPEF-PV 3283.